# Abbaye Santa Maria in Strada
L'abbaye Santa Maria in Strada est une abbaye située dans la commune d'Anzola dell'Emilia. Fondée en 994 par l'ordre camaldule, elle devient  cistercienne au milieu du XIIIe siècle et le reste jusqu'en 1463, date à laquelle les cisterciens laissent la place aux olivétains. Par la suite, l'abbatiale devient une église paroissiale en 1797.

## Localisation et toponymie
L'abbaye est située non loin de la Samoggia à peu près à mi-chemin entre Bologne et Modène,.

## Histoire

### Fondation
L'église Santa Maria in Strada est bâtie en 994 par Bernardino di Mandello Boccadiferro. En 1011, l'édifice est ses environs sont confiés à l'ordre camaldule. De nombreux dons permettent à la communauté d'acquérir un patrimoine comprenant notamment une grange à Bagno.

### Filiation cistercienne
En 1250, ou peut-être 1249, les moines choisissent à l'unanimité de passer dans le giron cistercien, en se plaçant dans la filiation de Chiaravalle della Colomba ; à cette date, outre le site initial, les possessions de l'abbaye comptent d'autres églises et chapelles.
Le bâtiment définitif, dont les restes actuels ne comprennent que le clocher de l'ancien bâtiment, est édifié à partir de 1252 grâce au soutien de Bernardino Boccadiferro, descendant du fondateur, et de Rolandino da Bagno. En 1255, une abbaye-fille, Santa Maria della Misericordia, est fondée à Modène suivant certaines sources. Malgré tout, les comptes de l'abbaye révèlent en 1316 sa modestie, qui lui vaut d'être exemptée de certaines taxes.

### Départ des cisterciens
En 1364, menacés par les affrontements entre Bolognais et Visconti, les moines se réfugient près de Bologne, plus précisément à Borgo Panigale, avec l'agrément de l'évêque Aimery Chat. Quelques moines et convers restent à Strada. Les moines cisterciens effectuent d'importants travaux de rénovation dans l'église bolognaise et la dédient à saint Bernard. En 1463, les derniers cisterciens présents à Strada quittent l'abbaye et changent d'affiliation pour rejoindre les Bénédictins à Nonantola.

### Période olivétaine
Le site de Strada est confié à une communauté olivétaine. Au XVe siècle, les nouveaux occupants mènent d'importants travaux de restauration et de transformations. En 1587, le hameau et les terres environnantes, propriétés des abbés commendataires, sont donnés au Collegio Montalto.
Juste avant la fermeture définitive, de 1787 à 1789, des travaux de consolidation et de reconstruction sont effectués dans l'église abbatiale, lui donnant son aspect actuel, et faisant entièrement disparaître le plan cistercien. Moins d'une décennie plus tard, en 1797, le collège de Montalto est supprimé, ses biens sont vendus. L'église de Santa Maria in Strada devient une église paroissiale. L'église Saint-Bernard occupée par les cisterciens ) partir de 1346 est déconsacrée et transformée en logements,.

## Architecture
L'église actuelle date pour l'essentiel de la fin du XVIIIe siècle. Elle conserve notamment des peintures de Vincenzo Spisanelli (it), de Francesco Gessi, de Giacomo Cavedone et de Gaetano Gandolfi.

### Plan
Le plan de l'église, orienté, est en croix latine. L'édifice, construit en briques, compte trois nefs, un transept et un vaste presbytère attenant. L'église est voûtée en berceau à l'exception des bas-côtés voûtés d'ogives — mais reliés à la nef par des arcs en plein cintre — enduits et peints, comme le reste des revêtements intérieurs. L'abside est de forme rectangulaire. Sur le côté droit du chœur se trouve le clocher roman, seule partie conservée du bâtiment originel.

### Extérieur
La façade de l'église, recouverte d'un enduit de plâtre et peinte, est divisée verticalement en deux registres, et horizontalement par des pilastres d'ordre toscan. Les deux ailes latérales sont reliées au niveau supérieur plus étroit par des saillants rampants. La partie centrale est fermée au sommet par un tympan moulé surmonté d'une croix métallique. Le grand portail central en bois du registre inférieur est encadré par une corniche moulée avec un encorbellement. Dans l'ordre supérieur, une fenêtre en arc surbaissé s'ouvre dans l'axe du portail du bas. La charpente de l'église est couverte en tuiles.

### Intérieur
La nef et le chœur de l'église sont éclairés par de grandes fenêtres en demi-cercles. Comme sur la façade principale, les élévations sont ponctuées de pilastres ornés de chapiteaux composites conclus au sommet par un large entablement en saillie avec une corniche inférieure et supérieure. Le sol de l'édifice est décoré de petits carreaux de céramique hexagonaux, tandis que le presbytère présente des carreaux de grès aux motifs géométriques polychromes.